# Prionus palparis
Prionus palparis là một loài bọ cánh cứng trong họ Cerambycidae.